# Оливастри (Империја)
Оливастри је насеље у Италији у округу Империја, региону Лигурија.
Према процени из 2011. у насељу је живело 43 становника. Насеље се налази на надморској висини од 254 м.